# Вятськ
Вятськ (рос. Вятск) — селище у складі Єльцовського району Алтайського краю, Росія. Входить до складу Пуштулімської сільської ради.

## Населення
Населення — 2 особи (2010; 8 у 2002).
Національний склад (станом на 2002 рік):
- росіяни — 100 %